# Elaeocarpus macrophyllus
Elaeocarpus macrophyllus là một loài thực vật có hoa trong họ Côm. Loài này được Blume mô tả khoa học đầu tiên năm 1825.